# Garcinia brevipedicellata
Garcinia brevipedicellata är en tvåhjärtbladig växtart som först beskrevs av E. G. Baker, och fick sitt nu gällande namn av John Hutchinson och Dalz.. Garcinia brevipedicellata ingår i släktet Garcinia och familjen Clusiaceae. Inga underarter finns listade i Catalogue of Life.